# Malurus melanocephalus
Malurus melanocephalus е вид птица от семейство Maluridae. Видът е незастрашен от изчезване.

## Разпространение
Разпространен е в Австралия.